# East of the Sun, West of the Moon
East of the Sun, West of the Moon is het vierde studioalbum van a-ha uit 1990.

## Singles van dit album
- Crying in the Rain - NL #11
- I Call Your Name - NL #tip
- Early Morning